# Radiologieinformationssystem
Radiologieinformationssysteme (kurz: RIS) sind EDV-Systeme zur Dokumentation und Verwaltung medizinischer und administrativer Daten in der Radiologie sowie zur Prozesssteuerung (z. B. Terminvergabe, Ressourcenverwaltung).

## Funktionen
Funktionen von RIS sind im Wesentlichen die
- Verwaltung der Patientenstammdaten
- Terminplanung radiologischer Untersuchungen
- Bereitstellung einer DICOM-Schnittstelle zu den bildgebenden digitalen Untersuchungsgeräten (den Modalitäten, z. B. CT, Magnetresonanztomographie), über die die Patientendaten übermittelt werden können (= DICOM Worklist).
- Steuerung des Bildaufrufs im PACS; die zu befundende Untersuchung wird im RIS angewählt, via Schnittstelle werden parallel dazu im PACS die Bilddaten geladen.
- Dokumentation medizinischer Daten nach den Anforderungen der deutschen Röntgenverordnung via DICOM MPPS.
- Dokumentation von abrechnungsrelevanten Leistungen (z. B. GOÄ, EBM, DRG)
- Erstellung von radiologischen Befunden (heute oft schon unter Nutzung der Spracherkennung)

RIS sind in ihrem Funktionsumfang eng verwandt mit Krankenhausinformationssystemen (KIS), jedoch für die speziellen Bedürfnisse einer radiologischen Abteilung zugeschnitten bzw. erweitert. In vielen Fällen besteht auch eine Schnittstelle zwischen KIS und RIS. Anforderungen aus dem KIS können ins RIS übermittelt werden, das seinerseits Befunde und/oder Leistungsdaten rückübermittelt. Als Standard für die Übermittlung dieser Daten hat sich HL7 etabliert.